# Авиа Фокер F 39
Авиа Фокер F 39  (češ. Avia Fokker F 39) је чехословачки тромоторни, вишеседи, висококрилац авион, мешовите класичне конструкције који се користио као бомбардер, авион за обуку пилота за управљање вишемоторним авионима, путнички, транспортни авион и извиђач, између два и у току Другог светског рата.

## Пројектовање и развој
Током 1930. године чехословачка фирма за производњу авиона AVIA купила је лиценцу за производњу авиона Фокер F-IX, а инж. Франтишек Новотни је водио пројект адаптације путничког авиона Фокер F-IX у тешки бомбардер. Највећи проблем при адаптацији авиона је представљао постављање митраљеза за одбрану авиона из предње сфере с обзиром да је авион имао трећи мотор уграђен у носу авиона. Пројекат адаптације је успешно обављен до краја 1931. године, а 17. фебруара 1932. године обављен је први лет прототипа тешког бомбардера који је добио назив Авиа Фокер F 39.

## Технички опис
Авион Авиа Фокер F 39 је једнокрили, слободноносећи високоокрилни, вишеседи тромоторни авион мешовите конструкције.
Труп авиона F 39 је био правоугаоног попречног пресека, био је простран тако да се у њега без проблема могла сместити комплетна посада и бомбалук са носачем бомби, а авион је могао да понесе од 800 kg до 1200 kg бомби. Носећа структура трупа авиона је била направљена као решеткаста заварена конструкција направљена од челичних цеви танког зида и високе чврстоће, а облога трупа је била делимично од дуралуминијумског лима, дрвене лепенке и импрегнираног платна.
Два мотора су била уграђена у висећим гондолама испод крила авиона а трећи се налазио у носу (кљуну) трупа авиона. Авион је био опреман различитим ваздухом хлађеним радијалним моторима. За Чехословачко ратно ваздухопловство то су били мотори Walter Pegasus II M2 а за Војно Ваздухопловство Краљевине Југославије (ВВКЈ) уграђивани су француски мотори Gnôme Rhône Jupiter. На моторима су биле трокраке металне елисе фиксног корака.
Конструкција крила је била од дрвета са две решеткасте дрвене рамењаче, а облоге делом од дрвене лепенке а делом од импрегнираног платна.
Стајни трап је био класичан фиксан са гуменим точковима.

### Варијанте авиона Авиа Фокер F 39
- Фокер
- F-IX - тромоторни путнички авион произведен за КЛМ (Холандска ваздухопловна компанија).
- Авиа
- F.39 - тромоторни бомбардер за Ратно ваздухопловство Чехословачке.
- F.139 - планирана двомоторна варијанта Ф.39. Остала на нивоу пројекта.
- F-IX D - тромоторни путнички авион за ЧСА (Чехословачка авио компанија).

## Земље које су користиле Авиа Фокер F 39
- Чехословачка
- Холандија
- Шпанија
- Краљевина Југославија
- Нацистичка Немачка
- НДХ

## Оперативно коришћење
Укупно је произведено 18 ових авиона:
- 12 за ратно ваздухопловство Чехословачке,
- два за Војно ваздухопловство Краљевине Југославије (ВВКЈ),
- два путничка авиона F- IX D за ЧСА Чехословачку ваздухопловну компанију и
- два за КЛМ холандску ваздухопловну компанију.

Један од авиона који је летео за КЛМ је доживео пад 4. августа 1931, а други је продат Шпанији па је учествовао у Шпанском грађанском рату. Авиони ЧСА су летели на европским линијама ове компаније.

### Авион Авиа Фокер F 39 у Југославији
Војно ваздухопловство Краљевине Југославије (ВВКЈ) је 1932. године примило два F.39, израђена по лиценци у чехословачкој фабрици Авиа, који су коришћени уз друга два типа тромоторних бомбардера ВВКЈ. Покретала су их три мотора Gnôme-Rhône Jupiter 9Ae снаге 480 KS, који су након ревизије у Икарусу касних тридесетих замењени са ИАМ Jupiter 9Ad снаге 420 KS. Поред улоге бомбардера вршили су и извиђачке, транспортне и задатке везе, а посебан значај су имали у обуци више генерација авијатичара који су чинили окосницу кадра на средњим бомбардерима примљеним у службу крајем тридесетих. 1939. године модификовани су за бацање падобранаца. Ови авиони су у ВВКЈ имали евиденционе бројеве 3211 и 3212.